# Maria Geertruida Snabilie
Maria Geertruida Snabilie (Haarlem, 1776-1838), fou una pintora del segle xix neerlandesa.

## Biografia
Va néixer en Haarlem com la filla de Louis Snabilié (c. 1730 – 1784) i Helena Krame. Es va convertir en una pintora especialitzada en flors. Casada amb Pieter Barbiers III el 1796, va ser la mare dels també pintors Pieter Barbiers IV i Maria Geertruida Barbiers.

## Galeria

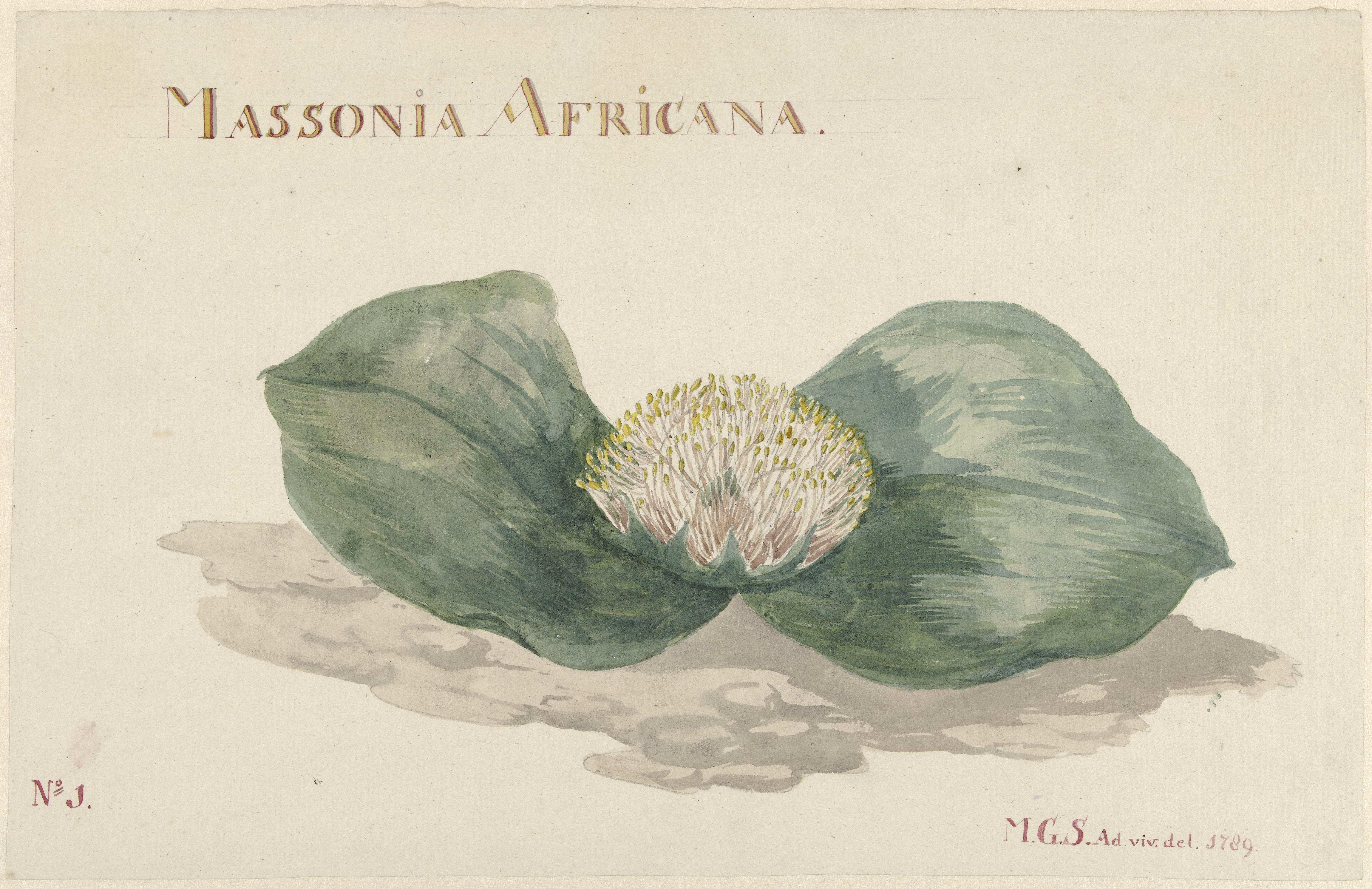
Massionia Africana (1789)
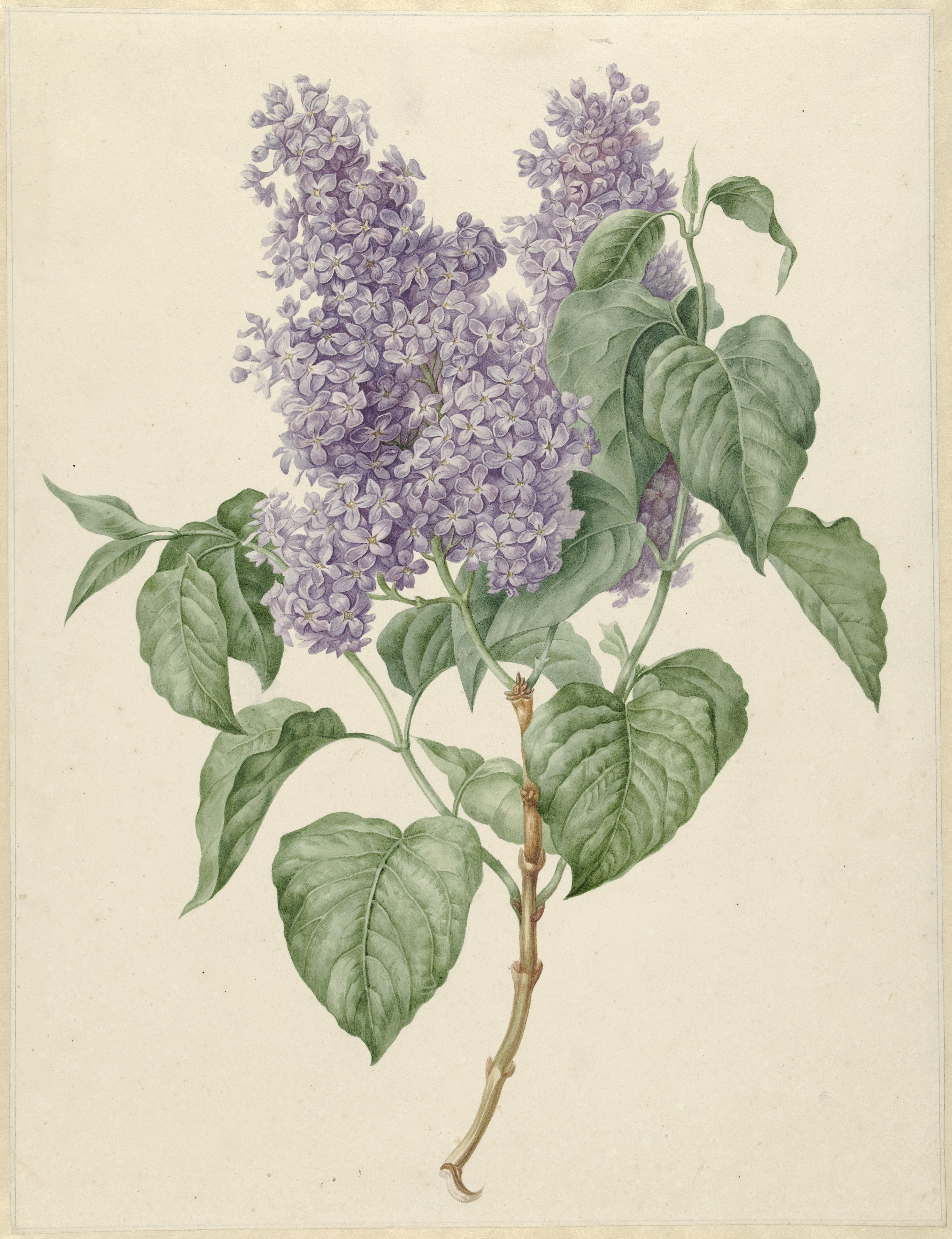
Lila